# В начале века
«В начале века» — советский художественный фильм, историко-биографическая киноповесть о жизни и деятельности молодого В. И. Ленина в селе Шушенском, в Петербурге, Женеве и Мюнхене. Последний фильм режиссёра. 

## Сюжет
Фильм повествует о жизни и деятельности молодого В. И. Ульянова (Ленина) и его жены Н. К. Крупской в сибирской ссылке (село Шушенское), а затем в Петербурге. Эпизоды их жизни во время первой эмиграции в Женеве и Мюнхене, где Ленин встречался с Г. В. Плехановым и налаживал выпуск первой общерусской газеты РСДРП «Искра».

## В ролях
| Актёр               | Роль                            |
| ------------------- | ------------------------------- |
| Юрий Каюров         | Владимир Ульянов                |
| Елена Ситко         | Надежда Крупская                |
| Николай Анненков    | Георгий Плеханов                |
| Галина Кравченко    | Розалия Марковна Плеханова      |
| Глеб Стриженов      | Михаил Максимов                 |
| Софья Пилявская     | Вера Засулич                    |
| Афанасий Кочетков   | Бутов                           |
| Миша Человеков      | Минька                          |
| Владимир Любимов    | рабочий                         |
| Николай Парфёнов    | крестьянин                      |
| Николай Погодин     | рабочий                         |
| Варвара Обухова     | Елизавета Васильевна Крупская   |
| Ирина Ликсо         | Александра Михайловна Калмыкова |
| Виктор Авдюшко      | Прохор Баскаков                 |
| Валентина Ананьина  | Васёна Баскакова                |
| Станислав Чекан     | мельник                         |
| Светлана Немоляева  | служанка у Плехановых           |
| Гурген Тонунц       | Александр Потресов              |
| Сергей Кулагин      | жандарм                         |
| Аза Лихитченко      | ссыльная                        |
| Иван Воронов        | жандармский полковник           |
| Леонид Евтифьев     | Лепешинский                     |
| Сергей Калинин      | купец Прокопий Никонович        |
| Владимир Горелов    | Николай Орлов                   |
| Александра Денисова | бабка-хозяйка (нет в титрах)    |
| Эрвин Кнаусмюллер   | эпизод (нет в титрах)           |
| Михаил Новохижин    | вокал                           |

## Съёмочная группа
- Режиссёр-постановщик: Анатолий Рыбаков
- Автор сценария: Сергей Ермолинский
- Операторы-постановщики: Виктор Листопадов, Юрий Схиртладзе
- Художник-постановщик: Стален Волков
- Грим: Антон Анджан
- Композитор: Николай Пейко
- Звукорежиссёр: Лия Беневольска